# جوئل اریمانی
جوئل اریمانی (انگلیسی: Joel Arimany؛ زادهٔ ۲۸ مهٔ ۱۹۹۸) بازیکن فوتبال اهل اسپانیا است.
از باشگاه‌هایی که در آن بازی کرده‌است می‌توان به باشگاه فوتبال ژیرونا اشاره کرد.